# نشيد إريتريا الوطني
إرتريا، إرتريا، إرتريا (بالتغرينية: ኤርትራ ኤርትራ ኤርትራ) هو النشيد الوطني لدولة إرتريا الأفريقية، اعتمد رسمياً في عام 1993 عقب إعلان استقلال البلاد. ألفه سولومون تسيهاي بيراكي، ولحَّنه إسحاق أبراهام ميارزغي وآرون تيكل تيسفاستون.

## كلمات النشيد
| الكلمات باللغة العربية[بحاجة لمصدر أفضل] | الكلمات باللغة التغرينية |
| --- | --- |
| 𝄇 إرتريا إرتريا إرتريا قد دحرت بغيظهم أعداءها وتوجت بالنصر تضحياتها 𝄆 مع الأعداء قد مرت من عهود غدا اسمها معجزة الصمود فخر المكافحين في إرتريا قد برهنت أن العلا لها إرتريا إرتريا تبوأت مكانها بين الأمم بإصرارنا الذي جنى التحرير سننجز البناء والتعمير لتزدهر وتلبس الوقار تعاهدنا أن تسمو إرتريا 𝄇 إرتريا إرتريا تبوات مكانها بين الأمم 𝄆 | 𝄆 ኤርትራ ኤርትራ ኤርትራ፡ በዓል ደማ እናልቀሰ ተደምሲሱ፡ መስዋእታ ብሓርነት ተደቢሱ። 𝄇 መዋእል ነኺሳ ኣብ ዕላማ፡ ትእምርቲ ጽንዓት ኰይኑ ስማ፡ ኤርትራ'ዛ ሓበን ውጹዓት፡ ኣመስኪራ ሓቂ ክምትዕወት። ኤርትራ ኤርትራ፡ ኣብ ዓለም ጨቢጣቶ ግቡእ ክብራ። ናጽነት ዘምጽኣ ልዑል ኒሕ፡ ንህንጻ ንልምዓት ክሰርሕ፡ ስልጣነ ከነልብሳ ግርማ፡ ሕድሪ'ለና ግምጃ ክንስልማ። 𝄆 ኤርትራ ኤርትራ፡ ኣብ ዓለም ጨቢጣቶ ግቡእ ክብራ። 𝄇 |